# Championnat de Malte de football 1949-1950
Navigation
Saison précédente Saison suivante
La saison 1949-1950 de First Division Maltaise était la trente-cinquième édition de la première division maltaise.
Lors de cette saison, le Sliema Wanderers FC a tenté de conserver son titre de champion face aux sept meilleurs clubs maltais lors d'une série de matchs se déroulant sur toute l'année.
Les huit clubs participants au championnat ont été confrontés à deux reprises aux sept autres.
C'est le Floriana FC qui a été sacré champion de Malte pour la treizième fois.

## Les huit clubs participants
| Club                 | Stade             | Capacité | Ville      |
| -------------------- | ----------------- | -------- | ---------- |
| Birkirkara-Luxol     | Infetti Ground    | 2 000    | Birkirkara |
| Floriana FC          | -                 | -        | Floriana   |
| Hamrun Spartans      | Victor Tedesco    | 6 000    | Hamrun     |
| Paola Hibernians FC  | Hibernians Ground | 8 000    | Paola      |
| Luqa St. Andrew's FC | -                 | -        | Luqa       |
| Sliema Wanderers FC  | Guze Fava Ground  | 4 000    | Sliema     |
| St. George's FC      | -                 | -        | Bormla     |
| La Vallette FC       | -                 | -        | La Valette |

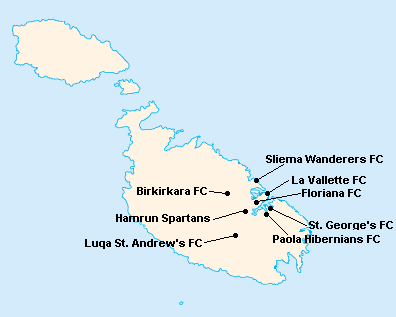
Localisation des clubs engagés dans le championnat.

L'île de Malte étant relativement petite, les clubs évoluent tous au stade National Ta'Qali (17 400 places). Certain cependant ont leur propre enceinte qu'ils peuvent éventuellement utiliser.

## Compétition

### Classement
| Rang | Équipe                  | Pts | J  | G  | N | P  | Bp | Bc | Diff |
| ---- | ----------------------- | --- | -- | -- | - | -- | -- | -- | ---- |
| 1    | Floriana FC (C)         | 23  | 14 | 11 | 1 | 2  | 42 | 8  | +34  |
| 2    | Hamrun Spartans         | 22  | 14 | 10 | 2 | 2  | 37 | 14 | +23  |
| 3    | Sliema Wanderers FC (T) | 19  | 14 | 8  | 3 | 3  | 31 | 15 | +16  |
| 4    | La Vallette FC          | 16  | 14 | 7  | 2 | 5  | 30 | 14 | +16  |
| 5    | St. George's FC         | 14  | 14 | 6  | 2 | 6  | 23 | 34 | -11  |
| 6    | Paola Hibernians FC     | 8   | 14 | 2  | 4 | 8  | 10 | 26 | -16  |
| 7    | Luqa St. Andrew's FC    | 6   | 14 | 2  | 2 | 10 | 15 | 42 | -27  |
| 8    | Birkirkara FC (P)       | 4   | 14 | 0  | 4 | 10 | 6  | 41 | -35  |

| Légende : Qualifications et relégations | Légende : Qualifications et relégations                                                     |
| --------------------------------------- | ------------------------------------------------------------------------------------------- |
|                                         | Relégation en Second Division Maltaise                                                      |
|                                         | (T) : Tenant du titre 1948-1949 (P) : Promu en 1948-1949 (C) : Vainqueur du Trophée Rothman |

## Bilan de la saison
| Tableau d'Honneur       |             |
| Compétition             | Vainqueur   |
| First Division Maltaise | Floriana FC |
| Trophée Rothman         | Floriana FC |

| Promotions et relégations            |                |
| Relégués en Second Division Maltaise | Birkirkara FC  |
| Promus de Second Division Maltaise   | St. Patrick FC |